# Les Aventures de Robin des Bois (film, 1938)
Cet article concerne le film. Pour la série télévisée d'animation, voir Les Aventures de Robin des Bois (série télévisée d'animation).
Pour les articles homonymes, voir Robin Hood et Robin des Bois (homonymie).
Pour plus de détails, voir Fiche technique et Distribution.
Les Aventures de Robin des Bois (The Adventures of Robin Hood) est un film d'aventures américain réalisé par Michael Curtiz et William Keighley, sorti en 1938.
Le scénario du film est inspiré de la légende de Robin des Bois. Tourné en Technicolor trichrome, le film met en scène l'un des couples mythiques de l'époque : Errol Flynn et Olivia de Havilland.

## Synopsis
1191. Parti pour les croisades, le roi Richard Cœur de Lion est fait prisonnier par Léopold V d'Autriche qui demande une rançon. Plutôt que de payer, le Prince Jean, frère du roi, s'installe sur le trône d'Angleterre, aidé de son bras droit, l'infâme Charles de Gisbourne.
Robin de Locksley, un jeune seigneur saxon et archer de grande valeur, refuse de reconnaître l'usurpateur normand et organise dans la forêt de Sherwood la résistance pour sauver son roi.

## Fiche technique
Sauf indication contraire ou complémentaire, les informations mentionnées dans cette section proviennent du générique de fin de l'œuvre audiovisuelle présentée ici.

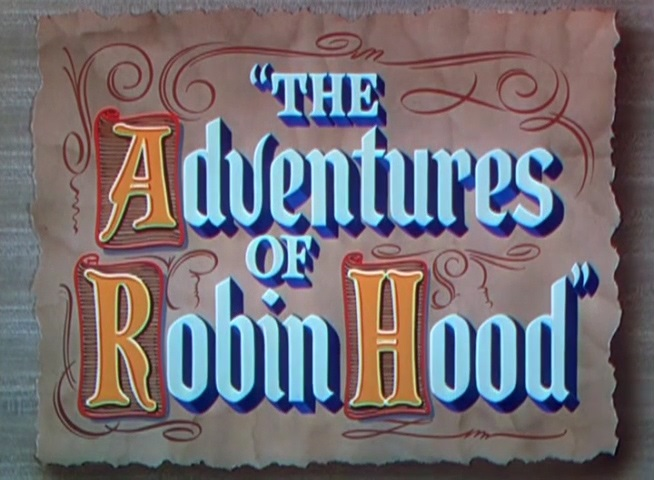
Titre du film, tiré de sa bande annonce.

- Titre : Les Aventures de Robin des Bois
- Titre original : The Adventures of Robin Hood
- Réalisation : Michael Curtiz et William Keighley
- Scénario : Norman Reilly Raine et Seton I. Miller, d'après les légendes de Robin des Bois
- Production : Hal B. Wallis[1] et Henry Blanke[2] (non crédités)
- Sociétés de production : Warner Bros. et First National Pictures
- Musique : Erich Wolfgang Korngold
- Direction artistique : Carl Jules Weyl
- Costumes : Milo Anderson
- Photographie : Tony Gaudio et Sol Polito
- Photographie en Technicolor : W. Howard Greene et Allen M. Davey (associé, non crédité)
- Cadreurs : William V. Skall et Wilfred M. Cline (non crédités)
- Son : C.A. Riggs
- Montage : Ralph Dawson
- Budget : 1 900 000 USD[3]
- Box-Office : 3 981 000 USD
- Pays de production :  États-Unis
- Langue : anglais
- Format : Couleurs (Technicolor) - 1,37:1[4] - Mono - 35 mm[4]Nathalie Kalmus consultant technicolor
- Genre : Film d'aventure
- Durée : 102 minutes
- Dates de sortie[5] :
  - États-Unis :
    - 25 avril 1938 en avant-première et 14 mai 1938 sur le reste du territoire
    - 13 mars 1948 en ressortie

  - France : 7 septembre 1938
  - Belgique : 21 novembre 1946

## Distribution

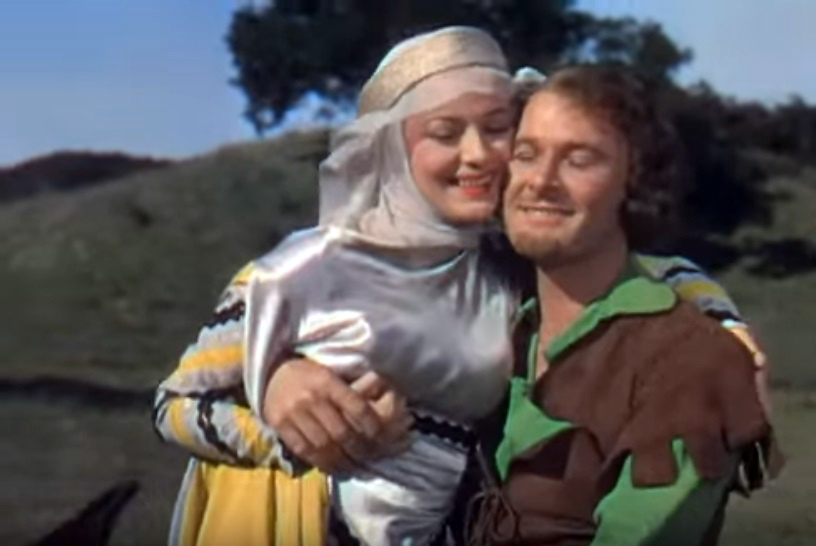
Olivia de Havilland et Errol Flynn dans le film.

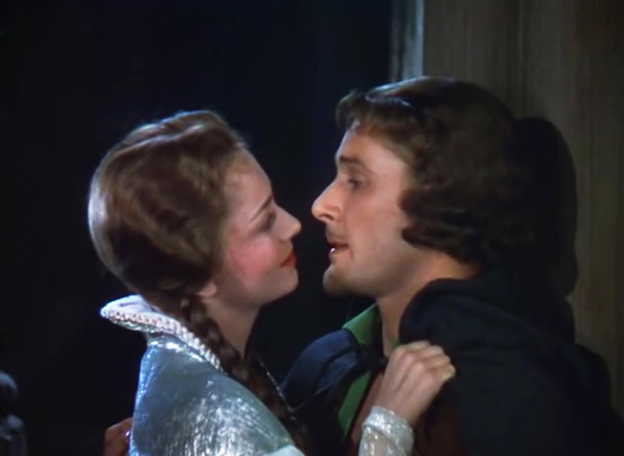
Olivia de Havilland et Errol Flynn dans le film.

- Errol Flynn (VF : Jean Davy[6]) : Robin de Locksley, alias Robin des Bois (« Robin Hood » en VO)
- Olivia de Havilland (VF : Mony Dalmès[7]) : dame Marianne (« Lady Marian » en VO)
- Basil Rathbone (VF : Marc Valbel[8]) : Charles de Gisbourne (« Sir Guy de Gisbourne » en VO)
- Claude Rains (VF : Jean Gaudray) : le prince Jean (« Prince John » en VO)
- Patric Knowles (VF : Claude Péran) : Willy l'écarlate (« Will Scarlet » en VO)
- Eugene Pallette : le frère Estoc (Frère Tuck en VO — parce que Tuck pratique l'escrime dans cette version)
- Alan Hale : Petit Jean (« Little John » en VO)
- Herbert Mundin : Blaise (« Much » en VO)
- Melville Cooper : le shérif de Nottingham
- Ian Hunter : le roi Richard Cœur de Lion
- Una O'Connor : Betty (« Bess » en VO), la servante de dame Marianne
- Montagu Love (VF : Jacques Berlioz) : l'évêque des Canons Noirs
- Harry Cording : Dickon Malbete
- Ivan F. Simpson : le propriétaire de la taverne la Route de Kent (Kent Road en VO)
- Robert Warwick : sir Geoffrey
- Leonard Willey : sir Essex
- Colin Kenny : sir Baldwin
- Robert Noble : sir Ralf
- Kenneth Hunter : sir Mortimer
- Lester Matthews : sir Ivor
- Howard Hill : Owen le Gallois, rival de Robin au tournoi d'archerie

Et, parmi les acteurs non crédités :
- Charles Bennett : un colporteur au tournoi
- Lionel Belmore : l'aubergiste Humility Prim, propriétaire de la taverne La Tête des Sarrasins (Saracens Head en VO)
- Frank Hagney : un homme d'armes
- Crauford Kent : sir Norbett
- Leonard Mudie : le messager royal au début du film, et un des hommes qui invite à retrouver Robin au Chêne du Pendu
- Reginald Sheffield : le héraut au tournoi d’archerie

## Production

### Genèse du projet

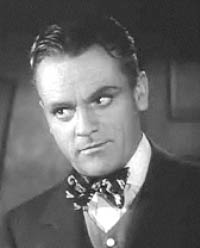
James Cagney est le premier choix du studio pour jouer Robin des Bois.

Dans les années 1930, la Warner Bros. fait sa réputation avec des films de gangsters tel que L'Ennemi public ou Le Petit César. Lors de la mise en application du Code Hays en 1934, le studio, tout comme ses concurrents, doit faire des films où la violence et l'obscénité sont bannies pour laisser place à la décence. Cataloguée comme productrice de comédies musicales et de films de gangsters, la Warner veut profiter de cette restriction pour changer son image et explorer de nouveaux horizons cinématographiques.
Le premier « nouveau » projet que le studio a est Le Songe d'une nuit d'été (1935), d'après la pièce de William Shakespeare, faisant jouer des « acteurs maison » comme James Cagney ou Joe E. Brown qui sont coutumiers des films de gangsters. C'est Dwight Franklin, un consultant historique et costumier du studio, qui a travaillé sur Le Songe d'une nuit d'été, qui soumet l'idée de faire un film sur Robin des Bois avec James Cagney dans le rôle-titre. Le studio est aussitôt intéressé.
De son côté, la Metro-Goldwyn-Mayer rencontre le succès avec La Fugue de Mariette de W. S. Van Dyke et veut continuer dans cette voie en faisant d'autres opérettes. Le studio pense alors à mettre en scène l'histoire de Robin des Bois, achetant des scénarios originaux à Edward Small, un producteur indépendant. Quant à elle, la Warner Bros. se rend compte qu'elle détient les droits de Robin Hood, l'opéra-comique de Reginald De Koven. Les deux studios négocient alors afin que l'un récupère ce qui l'intéresse : La MGM récupère donc les droits de l'opéra en échange des scénarios de Small qui serviront de base de travail pour le futur film de la Warner.

### Scénario
La Warner Bros. engage Rowland Leigh (en) pour écrire une première version du scénario mais Hal B. Wallis, le producteur délégué du film, n'est pas satisfait par ce premier jet. En effet, le script de Leigh met de côté le personnage de Lady Marian car elle n'apparaît pas dans la légende et les ballades originales contant les aventures de Robin des bois. Ce genre de détails ainsi que le langage « fleuri » utilisé par le scénariste incitent Wallis à engager Norman Reilly Raine pour reprendre la suite de Leigh. Raine est ensuite associé à Seton I. Miller, un scénariste sous contrat avec le studio. Les deux scénaristes commencent alors leurs recherches et les préparatifs nécessaires à l'écriture de leur histoire.

### Choix des interprètes
De l'avis de Leonard Maltin, la distribution de Les Aventures de Robin des Bois est des plus parfaites avec des acteurs aussi bons les uns que les autres.

#### Errol Flynn

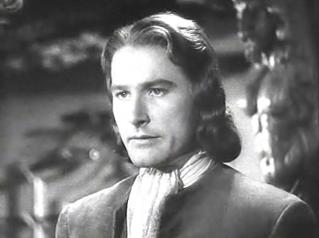
Errol Flynn dans Capitaine Blood (1935).

Le début de production se déroule comme il faut, mais le temps passe et James Cagney entre en conflit avec le studio, avec qui il refusera de travailler les deux années et demie suivantes, laissant le rôle de Robin des Bois vacant. Sort alors Capitaine Blood (1935) qui devient un vrai succès, propulsant son interprète principal, Errol Flynn, sur le devant de la scène. Le studio jette alors son dévolu sur la star du moment pour jouer Robin des Bois.

#### Les adversaires de Robin des Bois
Robin des Bois est opposé à trois adversaires dans le film : le Prince Jean, Sire Guy de Gisbourne et le Shérif de Nottingham. Sire Guy de Gisbourne est interprété par Basil Rathbone, un acteur reconnu de la scène américaine. Au cinéma, il a fait sa réputation en jouant soit les héros, soit les bandits. Jamais rien entre les deux. Son interprétation permet une confrontation aussi bien d'esprit que d'épée avec Robin.
Claude Rains joue le Prince Jean dont le but est de s'emparer de la couronne d'Angleterre sans se salir les mains. Pour interpréter le prince, Rains s'est dit qu'il « serait un rien faible », faisant de lui l'opposé de Sire Guy de Gisbourne. Son jeu est des plus fins, mêlant « connivence et infamie tout en restant charmant ».
C'est Melville Cooper qui joue le Shérif et qui complète le trio de méchants en y étant le comique.

#### Olivia de Havilland

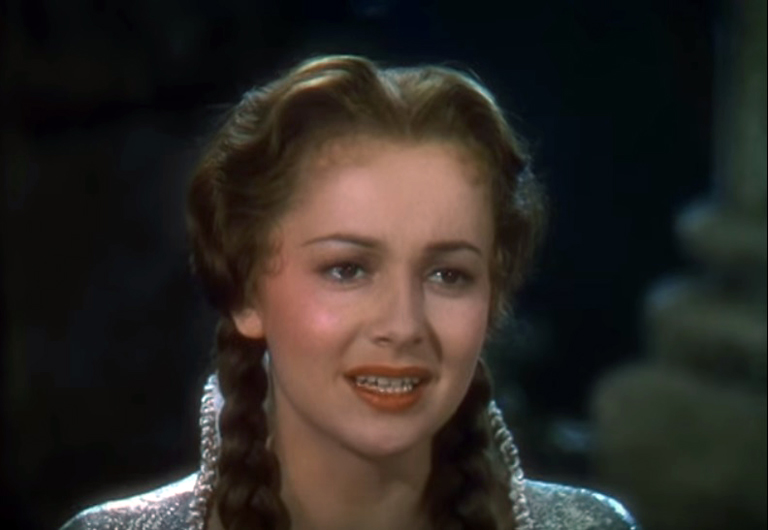
Olivia de Havilland dans le film.

Olivia de Havilland, qui forme l'un des plus beaux couples de cinéma de l'époque avec Errol Flynn, est choisie pour interpréter le rôle de Lady Marian. Auparavant, elle avait joué principalement dans des séries B du studio mais avait déjà partagé l'affiche avec Flynn dans Capitaine Blood en 1935.
Le cheval que de Havilland monte durant le film est une future vedette de western, Trigger alors prénommé Golden Cloud.
Des années après la sortie du film, Olivia de Havilland se dit très fière de ce film, même s'il n'avait pas été considéré comme prestigieux par la Warner — comme tous les films de Flynn. Celui-ci en était d'ailleurs blessé.
Après avoir revu le film, de Havilland décida d'écrire une lettre à Errol Flynn, qu'elle n'avait pas vu depuis plusieurs années, afin de lui dire à quel point ce film est aimé des gens. Elle commença donc sa lettre, mais se dit finalement : « Non, il va me trouver trop sentimentale, trop idiote… trop vieille. Je ne vais pas écrire ». Trois semaines plus tard, elle apprend la mort de l'acteur. Ne pas avoir écrit cette lettre est devenu son plus grand regret.

#### Les amis de Robin
À l'origine du projet, c'est David Niven qui doit jouer Willy l'écarlate mais étant en Angleterre au moment de tourner il n'est finalement pas disponible et est remplacé par Patric Knowles.
Petit Jean est joué par Alan Hale qui avait déjà interprété le rôle dans la version muette de Douglas Fairbanks. En plus d'être un proche de Flynn, Hale a le physique recherché pour Petit Jean. En effet la production voulait un acteur au moins de la même taille qu'Errol Flynn, voire plus grand. Alan Hale jouera ce rôle pour la troisième fois dans La Revanche des gueux (Rogues of Sherwood Forest) de Gordon Douglas en 1950.

### Direction artistique

#### Réalisateurs
La Warner décide de confier le film à un de ses réalisateurs sous contrat, William Keighley, qui a déjà travaillé avec Flynn sur Le Prince et le Pauvre un peu plus tôt. Keighley est également le réalisateur qui a fait le premier film en Technicolor trichrome de la Warner, God's Country and the Woman.
Keighley commence le tournage mais au bout de quelques semaines il commence à tourner des « petites » scènes de transition afin de souffler un peu. Les coûts de production augmentant alors que le tournage prend du retard à cause de pluies, le studio décide de visionner les rushes et estime que le film n'a pas le style ni le panache qu'elle souhaite. Après six semaines de travail, Jack Warner et Hal B. Wallis décident d'engager Michael Curtiz pour remplacer William Keighley afin de donner un nouvel élan au tournage. Le réalisateur hongrois était le premier choix de Hal B. Wallis mais Keighley avait été engagé à la demande de Flynn.

Curtiz, en plus de tourner ce qui n'a pas été encore fait, reprend également certaines scènes que William Keighley avait tournées à Chico afin de les améliorer. Pour cela il emmène son équipe non loin de Los Angeles, à Lake Sherwood en Californie, là où Douglas Fairbanks avait tourné son Robin des Bois. Le réalisateur réussit à insuffler une nouvelle énergie aux techniciens et aux acteurs, n'hésitant pas à malmener ses vedettes comme lors d'une scène sentimentale quand il crie à Errol Flynn : « Ne la tenez pas comme une pomme de terre chaude ! Écrasez-la ! Vous lui briserez peut-être une côte ! C’est très bien si ça donne une bonne scène ! » Michael Curtiz finit son tournage au bout de trois mois, représentant un mois de retard sur le planning prévu.

#### Utilisation du Technicolor
L'idée de faire des films en couleur à cette époque n'est pas neuve mais la contrainte technique rebute les studios. La Warner décide d'utiliser le procédé Technicolor, alors surtout utilisé pour des comédies musicales, afin d'annoncer un film qui sera ambitieux.

#### Décors
Malgré une restriction financière, la production décide de tourner durant six semaines à près de 600 km du studio dans le parc naturel de Chico en Californie. Le parc n'ayant aucun rocher, la production doit en faire venir. Le tournage ayant lieu en automne, les feuillages sont peints afin de paraître plus verdoyants et beaucoup d'accessoires (comme des faux troncs d'arbre) sont installés et disposés au premier plan.
Le tournoi de tir à l'arc est, quant à lui, filmé aux Busch Gardens de Pasadena où sera plus tard filmée la scène de barbecue dans Autant en emporte le vent. À noter l'anachronisme des cibles colorées en papier.

#### Costumes

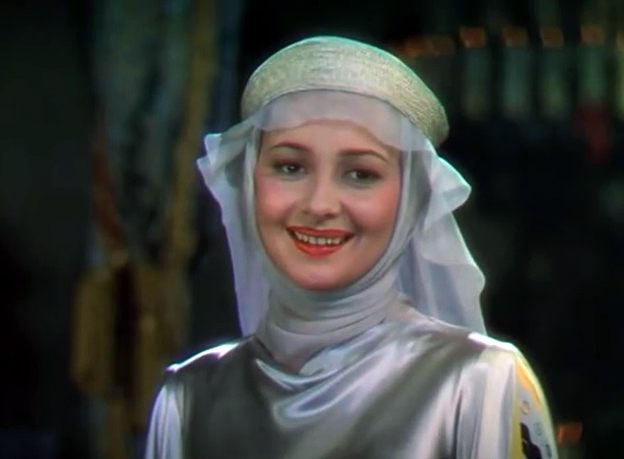
Olivia de Havilland arbore un costume représentatif du XIIe siècle, mais est maquillée de façon contemporaine.

Milo Anderson a créé des costumes qui ne sont pas tout à fait représentatifs du XIIe siècle dans lequel le film se déroule mais sont malgré tout vraisemblables. Olivia de Havilland, qui a l'habitude de faire ses propres recherches, suggéra quelques idées qui lui permettent de lier une esthétique historique à une autre contemporaine (fin des années 1930 en l'occurrence).
À cette époque, les acteurs portent presque systématiquement une perruque pour jouer leur rôle et ce film ne déroge pas à cette habitude. Cependant Errol Flynn détestant celle dont on veut l'affubler, écrit une lettre à Hal B. Wallis. Dans cette lettre, il lui fait part de son mécontentement et y ajoute la description d'un modèle qui lui conviendra plus. Wallis décide de contenter Flynn et fait fabriquer une nouvelle perruque qui le ravit finalement.

### Post-production
Après un tournage plus long et plus cher que prévu, le film est enfin finalisé. Malgré ce long délai et tout cet argent dépensé, la production est satisfaite du film car elle est consciente d'avoir réalisé une « super-production ». Le film complètement terminé a finalement coûté 2 000 000 $, ce qui équivaut aujourd'hui à plus de 30 000 000 $, et devient le film le plus coûteux de la Warner.

#### Son
Le son, qui est habituellement plutôt négligé, fait l'objet d'une grande attention de la part de Hal B. Wallis. Ainsi pour obtenir un bruitage spectaculaire, la production enregistre le son des flèches de Howard Hill afin de les introduire sur la bande son du film. En effet Hill utilise un arc avec une énorme tension ainsi que des flèches au diamètre plus important que les habituelles et agrémentées de ce qui est appelé « plume d'indien », le tout donnant un sifflement particulier une fois en action.

#### Musique
Pour composer la musique du film, la production choisit Max Steiner, l'un des compositeurs les plus prolifiques du studio. Les producteurs changent finalement d'avis au dernier moment et confient le travail à Erich Wolfgang Korngold qui n'est pourtant pas coutumier à la composition de musique « d'action ». Avant ce film, Korngold a déjà composé pour un film avec Errol Flynn, Capitaine Blood, mais il travaille surtout sur des concerts et des opéras. Les producteurs Henry Blanke et Hal B. Wallis envoient un télégramme à Korngold, qui était en pleine préparation pour un spectacle à Vienne et qui a finalement été reporté, pour lui proposer de faire la musique de Robin des Bois. Erich Wolfgang Korngold part aussitôt pour les États-Unis et commence à réfléchir à ce qu'il entreprendra dans le bateau puis le train qui le mène à destination. Une fois à Los Angeles, il visionne le film mais avoue être incapable de composer pour ce genre de film et qu'il ne le fera pas. Le studio demande alors à Leo Forbstein, le responsable du département musique du studio, de convaincre Korngold. Au même moment, l'Allemagne nazie annexe l'Autriche et pousse le compositeur à rester aux États-Unis avec sa famille qui le rejoint in extremis. Korngold accepte finalement de composer pour le film. Il dira ensuite : « J'ai eu la vie sauve grâce à Robin des bois ». Il compose et dirige lui-même une musique qui est considérée comme une grande réussite et qui remporte d'ailleurs l'Oscar de la meilleure musique de film.

## Un film de cape et d'épée
Les Aventures de Robin des Bois est un film ambitieux qui nécessite énormément de cascadeurs et beaucoup de préparation afin de montrer à l'écran des scènes d'escrime, un combat au bâton et des séquences de tir à l'arc.
Pour les scènes de tir à l'arc, la production fait appel à Howard Hill, considéré comme l'un des plus grands archers contemporains. Il a la réputation de ne jamais rater sa cible. Il est donc chargé de viser les cascadeurs qui sont protégés par une plaque de fer. Par-dessus cette plaque est installée une couche de balsa qui permet à la flèche de se planter ce qui a pour effet de simuler une flèche plantée dans le torse de l'acteur.
Malgré ce que prétend Errol Flynn, il n'est pas l'auteur de l'intégralité de ses cascades. En effet, pour des raisons de sécurité, Jack Warner refuse de prendre le moindre risque avec une de ses stars. C'est donc Buster Wiles (en) qui double Flynn dans la scène où Robin accède au haut de l'entrée de la forteresse par une corde. La suite de la séquence, la descente en rappel de l'autre côté du mur, est assurée par Post Park. D'ailleurs, Park se tord la cheville en voulant se réceptionner au sol après la chute programmée de plusieurs mètres.

À la fin du film, c'est Fred Graham qui double Basil Rathbone lors de sa chute à la renverse arrière à la fin du duel entre Robin des Bois et sire Guy de Gisbourne.
C'est Fred Cavens (en) qui prépare les acteurs au combat d'épées. À cette époque, il est le maître d'armes que tout Hollywood veut et c'est lui qui a défini ce que devait être un beau duel au cinéma. Pour lui c'est un véritable duel où tout est exagéré qui doit être montré aux spectateurs, et non une démonstration d'escrime.

## Accueil
L'avant-première des Aventures de Robin des Bois a lieu à Pomona en Californie. Cette première est originellement organisée pour juger le public afin de connaître les éventuels points à améliorer ou savoir s'il faut mettre le film de côté. Après la projection, les spectateurs sont si enthousiastes que le film ne sera pas du tout modifié. La Warner, consciente du succès, décide d'organiser une autre avant-première au Warners' Theater qui obtient un succès encore plus grand qu'à Pomona. Une projection est ensuite organisée à Hollywood pour la presse et le public qui confirme que Les Aventures de Robin des Bois sera un « carton ».
Dix ans après sa sortie initiale, en 1948, la Warner ressort le film dans une nouvelle copie Technicolor et rencontre encore un grand succès. En 1961, Athos films ressortira le film.[réf. souhaitée]

## Distinctions
Fort de son succès public, le film est nommé pour quatre Oscars dont celui du meilleur film. C'est finalement Vous ne l'emporterez pas avec vous de Frank Capra qui remporte l'Oscar du meilleur film mais Robin des Bois n'est pas en reste avec trois statuettes : Erich Wolfgang Korngold remporte l'Oscar de la meilleure musique de film, Carl Jules Weyl celui des meilleurs décors et Ralph Dawson celui du meilleur montage.
- En 1995, Les Aventures de Robin des Bois a été sélectionné par la Bibliothèque du Congrès pour figurer au National Film Registry[13].
- Les Aventures de Robin des Bois est classé dans différents classements établi par l'American Film Institute :
  - il est classé centième dans la liste des films donnant le plus de « sueurs froides »[14] ;
  - sa musique est classée onzième dans le « top 25 des meilleurs musiques de films américains »[15] ;
  - Robin des Bois figure à la dix-huitième place du « top 50 » des plus grands héros du cinéma américain[16].

- Ce film fait partie de la Liste du BFI des 50 films à voir avant d'avoir 14 ans établie en 2005 par le British Film Institute.

### Récompenses et distinctions
| Année | Cérémonie | Récompense                     | Lauréat                 |
| ----- | --------- | ------------------------------ | ----------------------- |
| 1939  | Oscars    | Meilleure direction artistique | Carl Jules Weyl         |
| 1939  | Oscars    | Meilleur montage               | Ralph Dawson            |
| 1939  | Oscars    | Meilleure musique de film      | Erich Wolfgang Korngold |

### Nomination
| Année | Cérémonie | Récompense    | Nommés                               |
| ----- | --------- | ------------- | ------------------------------------ |
| 1939  | Oscars    | Meilleur Film | Warner Bros. First National Pictures |

### Ouvrages généraux
- Gérard Devillers et Marceau Devillers, Anthologie du Cinéma, tome V : Errol Flynn, Paris, L'Avant-scène Cinéma, 1970, p. 337-392.

### Monographies
- René Noizet, Tous les chemins mènent à Hollywood : Michael Curtiz, Paris, L'Harmattan, 1997, 383 p. (ISBN 2-7384-5667-7 et 978-2738-45667-0), p. 199-201.
- (en) Tony Thomas, Rudy Behlmer et Clifford McCarty, The Films of Errol Flynn, Secaucus, New Jersey, The Citadel Press, 1969, 221 p. (ISBN 0-8065-0237-1), p. 60-67.